# Momordica charantia
Momordica charantia L. è una pianta rampicante tropicale e subtropicale della famiglia delle Cucurbitaceae, apprezzata in Asia e in Africa per i suoi frutti e le foglie, che sono commestibili. Il frutto, noto sotto il nome di ampalaya o karela o anche, in italiano, come zucca amara o pera di balsamo, è un ingrediente largamente utilizzato in gastronomia in diverse cucine asiatiche.

## Storia
Originaria dell'India, la pianta fu introdotta in Cina nel XIV secolo. Il suo frutto ha trovato largo impiego nelle cucine di Asia orientale, Asia meridionale e Sud-est asiatico. In ogni Paese è stato chiamato con un nome diverso e viene cucinato con un’ampia varietà di ricette differenti. La zucca amara è diventata famosa in tutto il mondo soprattutto per le sue proprietà benefiche.

## Descrizione

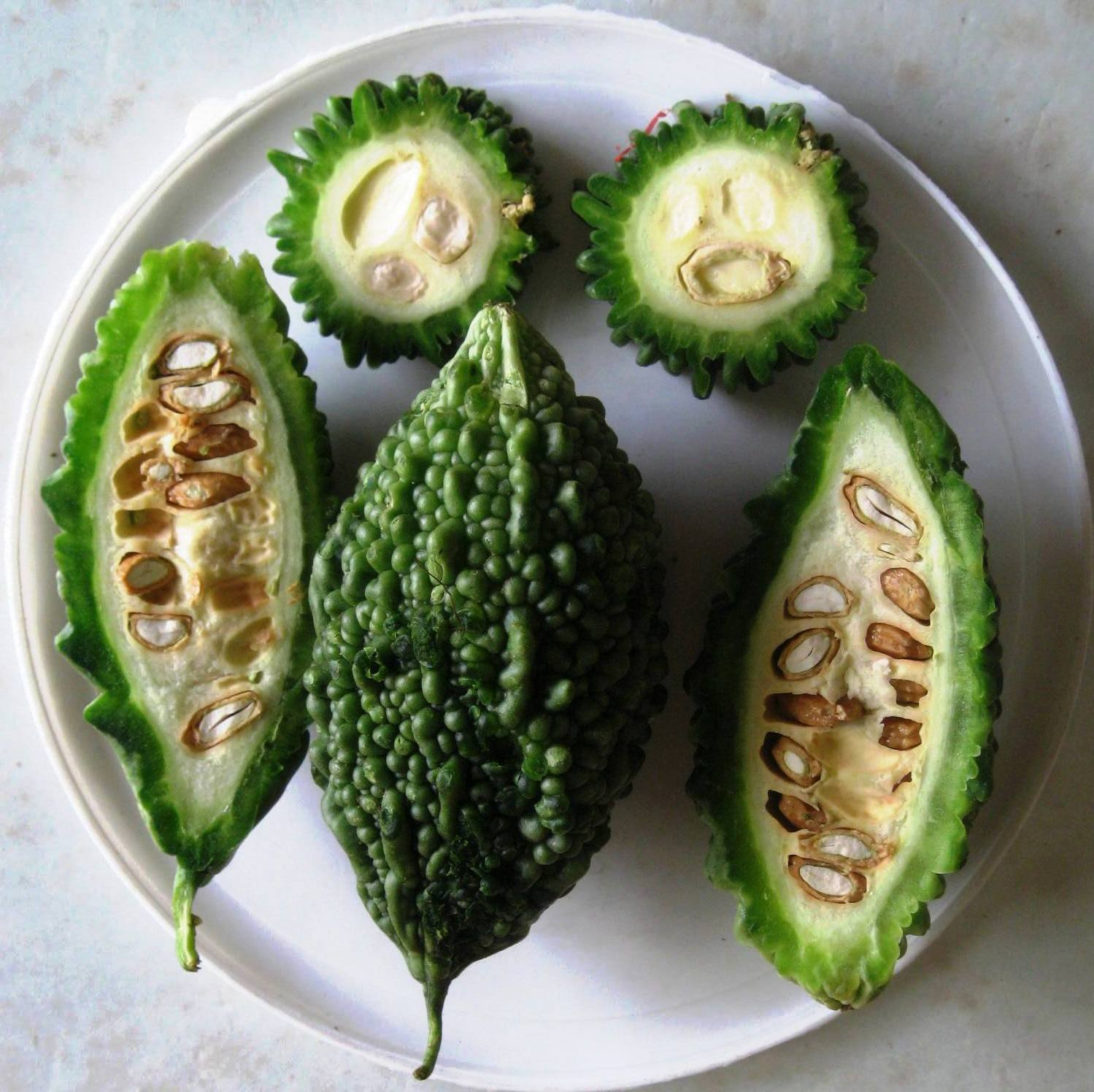
Frutto di M. charantia intero e in sezione

È una pianta rampicante erbacea a viticcio che può crescere fino a un'altezza di 5 metri. Le foglie si distribuiscono alternate sul fusto, hanno un diametro che va dai 4 ai 12 centimetri e presentano dai 3 ai 7 lobi profondamente separati. Nell'emisfero nord i frutti si raccolgono da settembre a novembre, mentre la fioritura si ha tra giugno e luglio; produce fiori gialli sia maschili che femminili. Nelle zone temperate è una pianta annuale che resiste al gelo, mentre è una pianta perenne nei climi tropicali.
Vi sono diverse varietà di ampalaya, con frutti simili nella forma ma differenti per dimensione, colore e grado di amarezza, mentre rimane sostanzialmente identico il sapore, considerato una via di mezzo tra quelli di una zucca e di una zucchina. Le due varietà principali di zucca amara sono quella indiana, la cui buccia presenta escrescenze simili a bitorzoli, mentre quella cinese la buccia più liscia e meno amara. La parte utilizzata in gastronomia è quella più esterna del frutto, raccolto prima della completa maturazione in modo da ridurre il gusto particolarmente amaro che assume la parte esterna, tipico del frutto pienamente maturo, la cui parte interna diventa invece molto dolce.

## Usi
La zucca amara viene generalmente consumata cotta quando è verde o appena ingiallita. I giovani germogli e le foglie del melone amaro possono essere mangiati anche come verdura. Il frutto crudo è amaro e può essere messo a bagno in acqua fredda e scolato per ridurre il sapore forte.
Nella cucina cinese, la zucca amara è utilizzata nelle fritture (spesso con carne di maiale e soia fermentata), zuppe, dim sum e tisane. Viene anche utilizzata al posto del luppolo come ingrediente amaro in alcune birre in Cina e ad Okinawa.
La zucca amara viene comunemente consumata in tutta l'India. Nella cucina dell'India settentrionale, viene spesso servita con yogurt come contorno per compensare l'amarezza, utilizzata nel curry come il sabzi, o farcita con spezie e poi cotta nell'olio.

## Proprietà terapeutiche
Il frutto di ampalaya contiene fibre, sali minerali, fosforo, ferro, calcio, vitamine (soprattutto A, B e C), beta carotene e potassio. Alcuni studi hanno rilevato che contiene inoltre il polipeptide-P, sostanza avente effetti simili a quelli dell'insulina, in grado di regolare i livelli di zucchero nel sangue ai malati di diabete mellito di tipo 2. Secondo altri studi, il succo di zucca amara aiuterebbe anche a combattere alcuni tipi di cancro, problemi dello stomaco e dell'intestino, psoriasi e malattie del fegato. Un consumo eccessivo può diminuire la produzione di sperma negli uomini e causare sterilità. La pianta è molto usata nella medicina ayurvedica e anche le foglie e i semi sono molto nutrienti.
Tuttavia l'uso di questo frutto e ancor più dei suoi estratti non è privo di controindicazioni. Alcuni studiosi raccomandano in particolare di evitarlo in gravidanza.

## Etimologia
Il nome Momòrdica deriva da momordi, passato del verbo mordeo, mordēre, "mordere", per i semi a margine eroso come se fossero stati morsicati. Potrebbe anche riferirsi all'aspetto del frutto, che sembra essere stato masticato.
L'epiteto specifico Charantia deriva dall'antico nome italiano caranza, in quanto è facile disporre questa pianta rampicante a pergolato; il termine è derivato dal greco χάραξ, chárax, "palo di sostegno", "canna".

## Distribuzione e habitat
Diffusa inizialmente in Asia e in Africa, in tempi più recenti ha avuto inizio la sua coltivazione in altri continenti in diversi Paesi, tra cui l'Italia.

## Galleria d'immagini

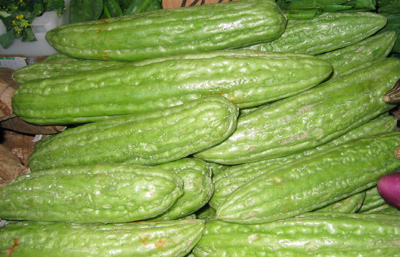
Varietà cinese
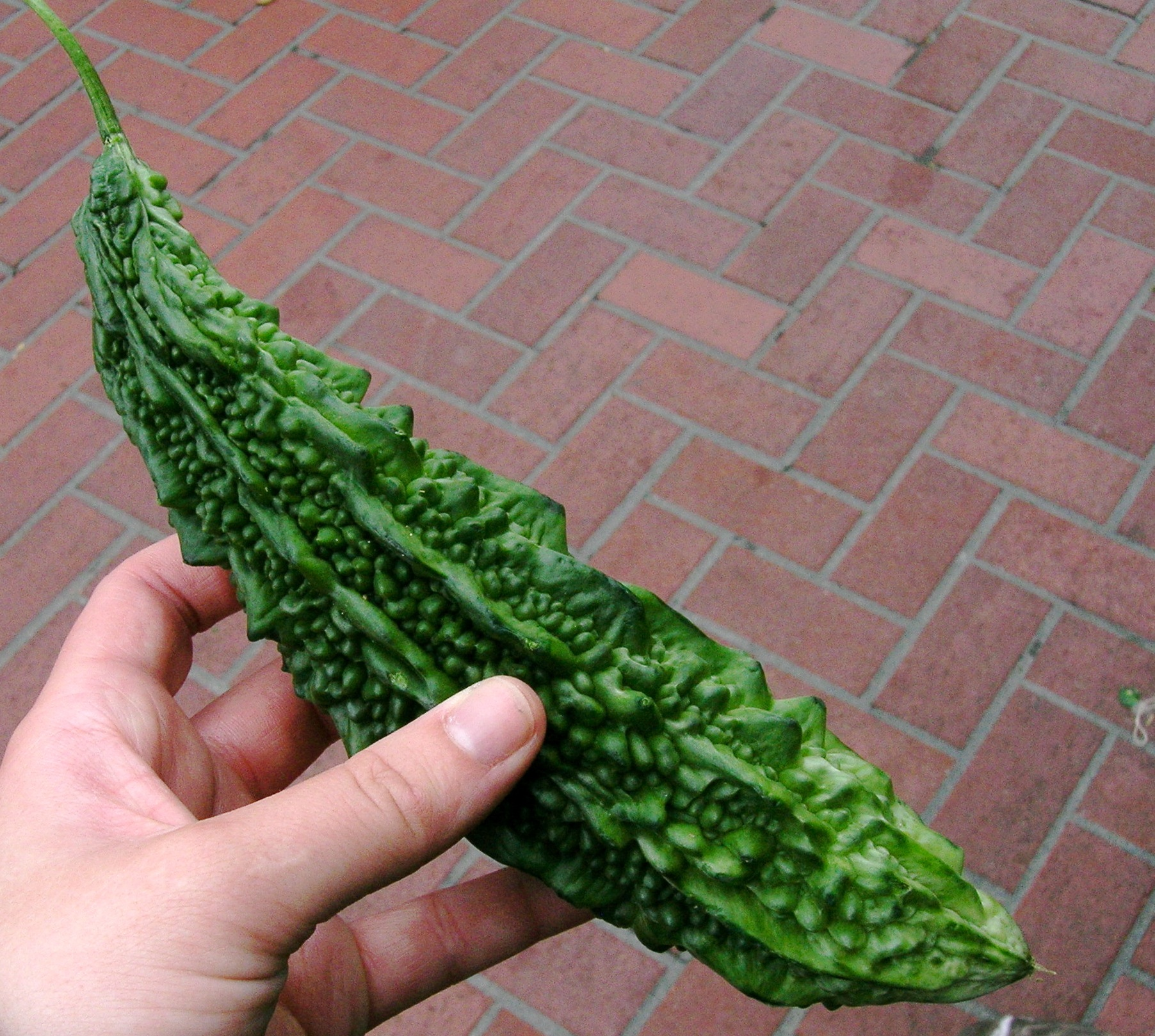
Varietà indiana
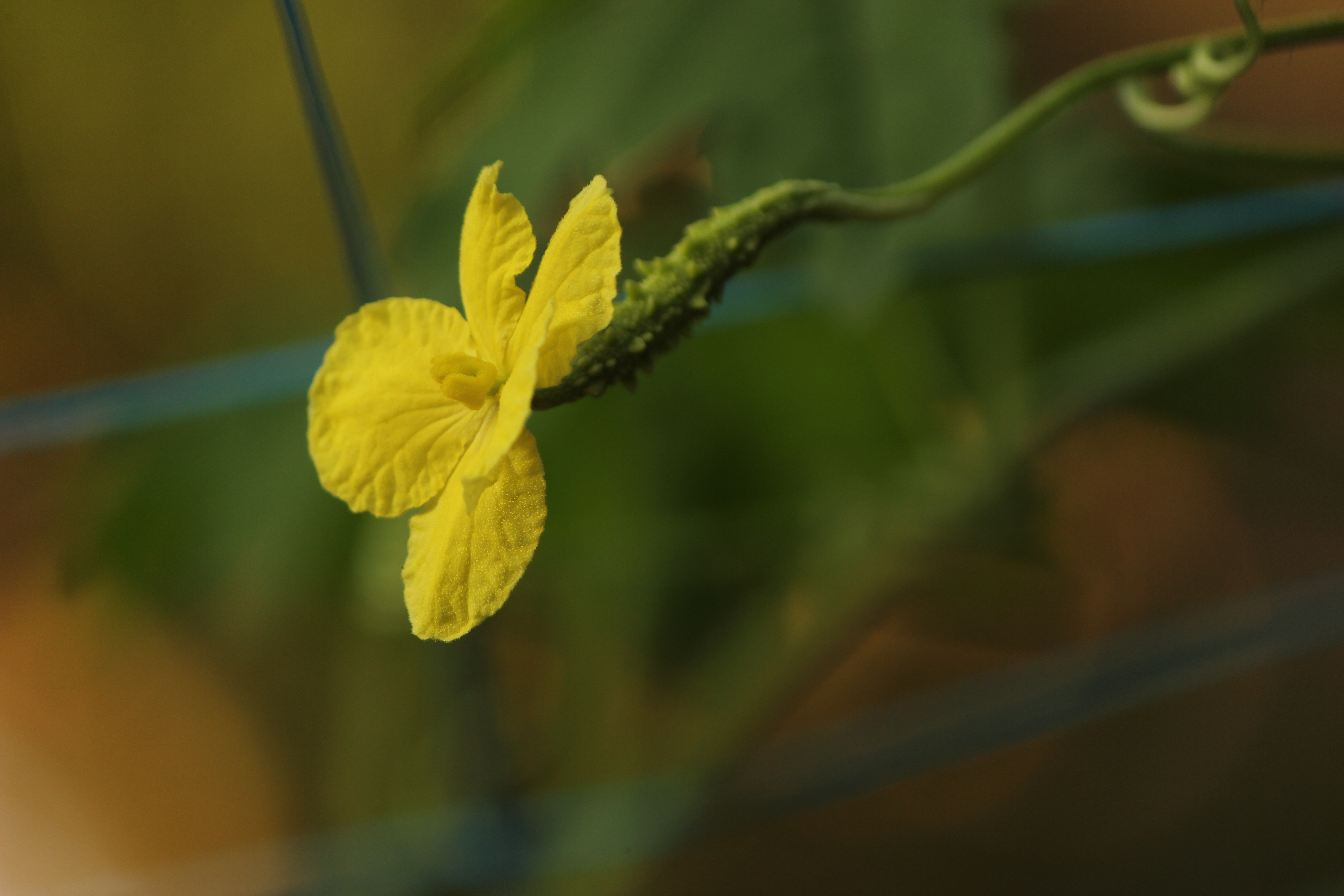
Fiore femminile
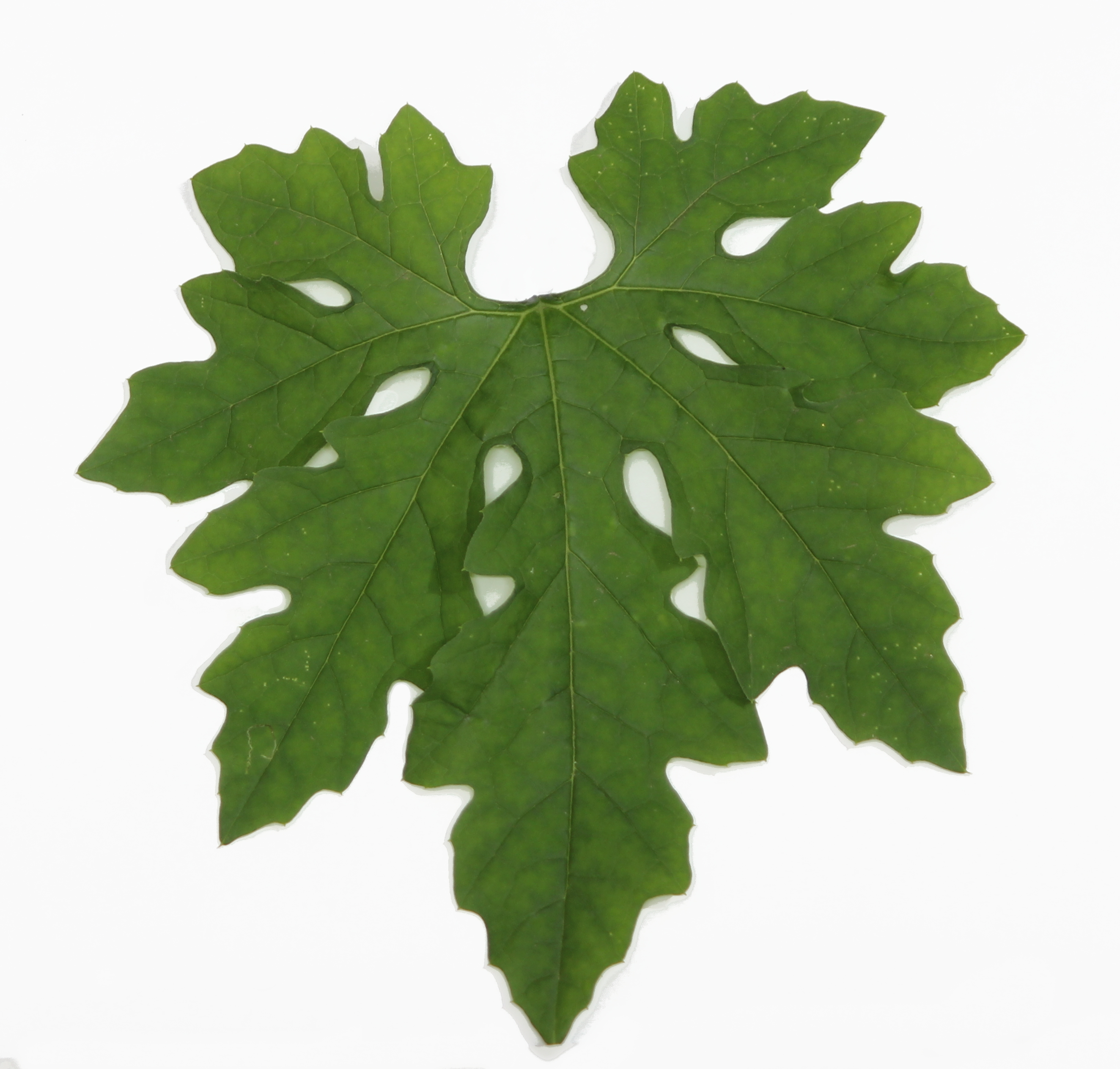
Foglia
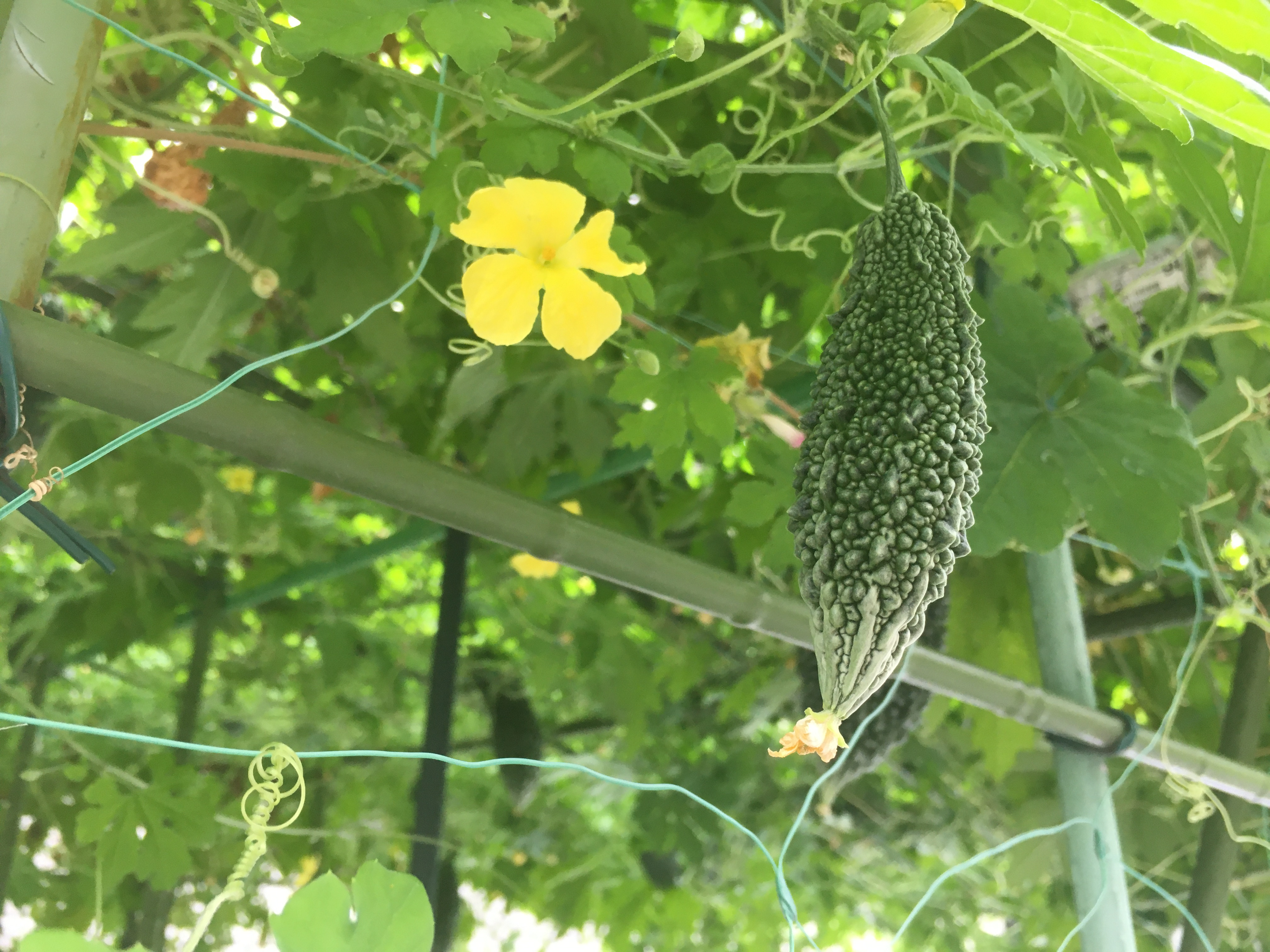
Ampalaya a Tokyo
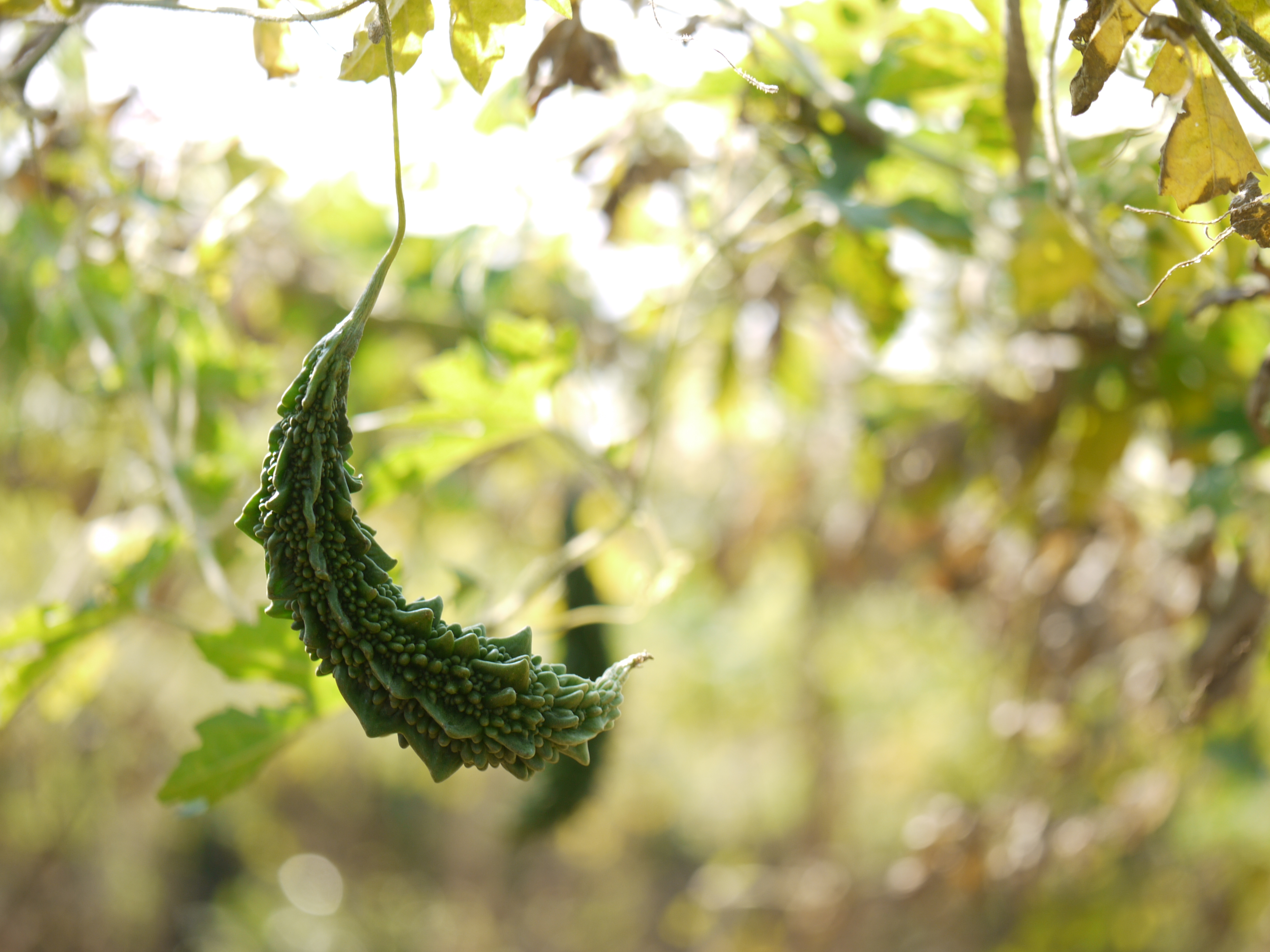
In India